# 池田町役場 (岐阜県)
池田町役場（いけだちょうやくば）は、地方公共団体である岐阜県揖斐郡池田町の組織が入る施設（役場）。

## 概要
現在の庁舎は1985年（昭和60年）完成。
役場の敷地は、1948年（昭和23年）10月から1977年（昭和52年）までの池田中学校が存在した。また、戦前は南部青年学校が、1948年（昭和23年）4月から1952年（昭和27年）3月までは岐阜県立揖斐高等学校南部分校が存在した。

## 業務時間
月曜日から金曜日の8時30分から17時15分（土曜日・日曜日・祝日・年末年始を除く）。

## 業務内容
- 議会事務局
- 総務課
- 企画課
- 税務課
- 住民課
- 環境課
- 健康福祉課
- 保険年金課
- 建設課
- 産業課
- 水道課
- 学校教育課
- 社会教育課　（池田町中央公民館1階）
- 会計課

## 交通アクセス
- 養老鉄道養老線「北池野駅」下車、徒歩で約3分。
- 池田温泉福祉バス「池田町役場」バス停より徒歩ですぐ。